# HC Vlci Jablonec nad Nisou
HC Vlci Jablonec nad Nisou (celým názvem: Hockey Club Vlci Jablonec nad Nisou) je český klub ledního hokeje, který sídlí v Jablonci nad Nisou v Libereckém kraji. Založen byl v roce 1996 pod názvem TJ HC Jablonec nad Nisou. Svůj současný název nese od roku 1999. Od sezóny 2023/34 působí v Liberecké krajské lize, čtvrté české nejvyšší soutěži ledního hokeje. Klubové barvy jsou modrá, černá a bílá.
Své domácí zápasy odehrává na zimním stadionu Jablonec nad Nisou s kapacitou 1 500 diváků.
Prezidentem klubu je Pavel Klámrt.

## Historie
Klub byl založen 21. června 1996 pod názvem TJ HC Jablonec nad Nisou. Vznik A týmu se datuje do roku 1997. Po krátké účasti v krajském přeboru klub postoupil po sezoně 1999/2000 do 2. hokejové ligy.
Klub se od sezony 2002/03 pravidelně účastní play-off - v sezonách 2004/05 a 2005/06 postoupili z prvního místa v tabulce a vypadli až ve finále. V roce 2008/09 hrál Jablonec nad Nisou 2. národní hokejovou ligu. V základní části obsadil 8. místo a v play-off vypadl už v osmifinále s Českou Lípou 2:1. V sezoně 2012/13 postoupili do play-off z posledního postupového (8.) místa a v zápasech na tři vítězství podlehl hladce favorizovanému Táboru. V sezoně 2015/16 Vlci postoupili do bojů o WSM ligu. Prozatím největší úspěch Jabloneckého klubu.

## Historické názvy
Zdroj:
- 1996 – TJ HC Jablonec nad Nisou (Tělovýchovná jednota HC Jablonec nad Nisou)
- 1999 – HC Vlci Jablonec nad Nisou (Hockey Club Vlci Jablonec nad Nisou)

## Přehled ligové účasti
Stručný přehled
Zdroj:
- 2000–2001: Severočeský krajský přebor (4. ligová úroveň v České republice)
- 2001–2004: 2. liga – sk. Střed (3. ligová úroveň v České republice)
- 2004–2018: 2. liga – sk. Západ (3. ligová úroveň v České republice)
- 2018–2019: 2. liga – sk. Střed (3. ligová úroveň v České republice)
- 2019–2023: 2. liga – sk. Sever (3. ligová úroveň v České republice)
- 2023 : Liberecká krajská liga (4. ligová úroveň v České republice)

Jednotlivé ročníky
Zdroj:
Legenda: ZČ - základní část, červené podbarvení - sestup, zelené podbarvení - postup, fialové podbarvení - reorganizace, změna skupiny či soutěže
| Česko (2000 – ) |                            |           |           |                                       |                       |
| Sezóny          | Soutěž                     | Úroveň    | ZČ        | Play-off, nadstavba, sk. o udržení... | Poznámky              |
| 2000/01         | Severočeský krajský přebor | 4. úroveň | 1. místo  |                                       | Baráž                 |
| 2001/02         | 2. liga – sk. Střed        | 3. úroveň | 9. místo  | Ne                                    |                       |
| 2002/03         | 2. liga – sk. Střed        | 3. úroveň | 3. místo  | Čtvrtfinále                           |                       |
| 2003/04         | 2. liga – sk. Střed        | 3. úroveň | 5. místo  | Čtvrtfinále                           | Změna skupiny         |
| 2004/05         | 2. liga – sk. Západ        | 3. úroveň | 1. místo  | Semifinále                            |                       |
| 2005/06         | 2. liga – sk. Západ        | 3. úroveň | 1. místo  | Semifinále                            |                       |
| 2006/07         | 2. liga – sk. Západ        | 3. úroveň | 4. místo  | Čtvrtfinále                           |                       |
| 2007/08         | 2. liga – sk. Západ        | 3. úroveň | 5. místo  | Osmifinále                            |                       |
| 2008/09         | 2. liga – sk. Západ        | 3. úroveň | 8. místo  | Osmifinále                            |                       |
| 2009/10         | 2. liga – sk. Západ        | 3. úroveň | 8. místo  | Čtvrtfinále                           |                       |
| 2010/11         | 2. liga – sk. Západ        | 3. úroveň | 5. místo  | Semifinále                            |                       |
| 2011/12         | 2. liga – sk. Západ        | 3. úroveň | 6. místo  | Čtvrtfinále                           |                       |
| 2012/13         | 2. liga – sk. Západ        | 3. úroveň | 8. místo  | Čtvrtfinále                           |                       |
| 2013/14         | 2. liga – sk. Západ        | 3. úroveň | 9. místo  | Osmifinále                            |                       |
| 2014/15         | 2. liga – sk. Západ        | 3. úroveň | 6. místo  | Semifinále                            |                       |
| 2015/16         | 2. liga – sk. Západ        | 3. úroveň | 6. místo  | Semifinále                            | Kvalifikace           |
| 2016/17         | 2. liga – sk. Západ        | 3. úroveň | 3. místo  | Semifinále                            | Kvalifikace           |
| 2017/18         | 2. liga – sk. Západ        | 3. úroveň | 2. místo  | Semifinále                            | Kvalifikace o 1. ligu |
| 2018/19         | 2. liga – sk. Střed        | 3. úroveň | 2. místo  | Osmifinále                            | Změna skupiny         |
| 2019/20         | 2. liga – sk. Sever        | 3. úroveň | 7. místo  | Ne                                    |                       |
| 2020/21         | 2. liga – sk. Sever        | 3. úroveň | –. místo  |                                       | Zrušeno               |
| 2021/22         | 2. liga – sk. Sever        | 3. úroveň | 5. místo  |                                       |                       |
| 2022/23         | 2. liga – sk. Západ        | 3. úroveň | 15. místo | Ne                                    | Sestup                |
| 2023/24         | Liberecká krajská liga     | 4. úroveň | 7. místo  | Ne                                    |                       |
| 2024/25         | Liberecká krajská liga     | 4. úroveň | 1. místo  | Vítěz                                 | Kvalifikace           |